# Tillandsia chaetophylla
Tillandsia chaetophylla är en gräsväxtart som beskrevs av Carl Christian Mez. Tillandsia chaetophylla ingår i släktet Tillandsia och familjen Bromeliaceae. Inga underarter finns listade i Catalogue of Life.